# Castillo de Motril
El castillo de Motril fue una fortaleza de época medieval situada en el municipio español de Motril, en la provincia de Granada (Andalucía). En la actualidad apenas si se conservan restos de su estructura.

## Características
La fortaleza se encontraba situada en el cerro donde actualmente se ubica el santuario de Nuestra Señora de la Cabeza, al sur del casco urbano, sobre la margen izquierda de la carretera que se dirige al puerto marítimo. Apenas si se conservan elementos del conjunto fortificado y solo puede reconocerse un resto de muro de hormigón de cal, en la ladera este del monte. Se ha sugerido que podrían existir más restos situados bajo el ajardinamiento que impera en la zona.